# بازار غنج علي خان
بازار غنج علي خان (بالفارسية: بازار گنجعلی خان) هي بازار تاريخية تعود إلى عصر السلالة الصفوية، وتقع في كرمان.